# Ys (isola)

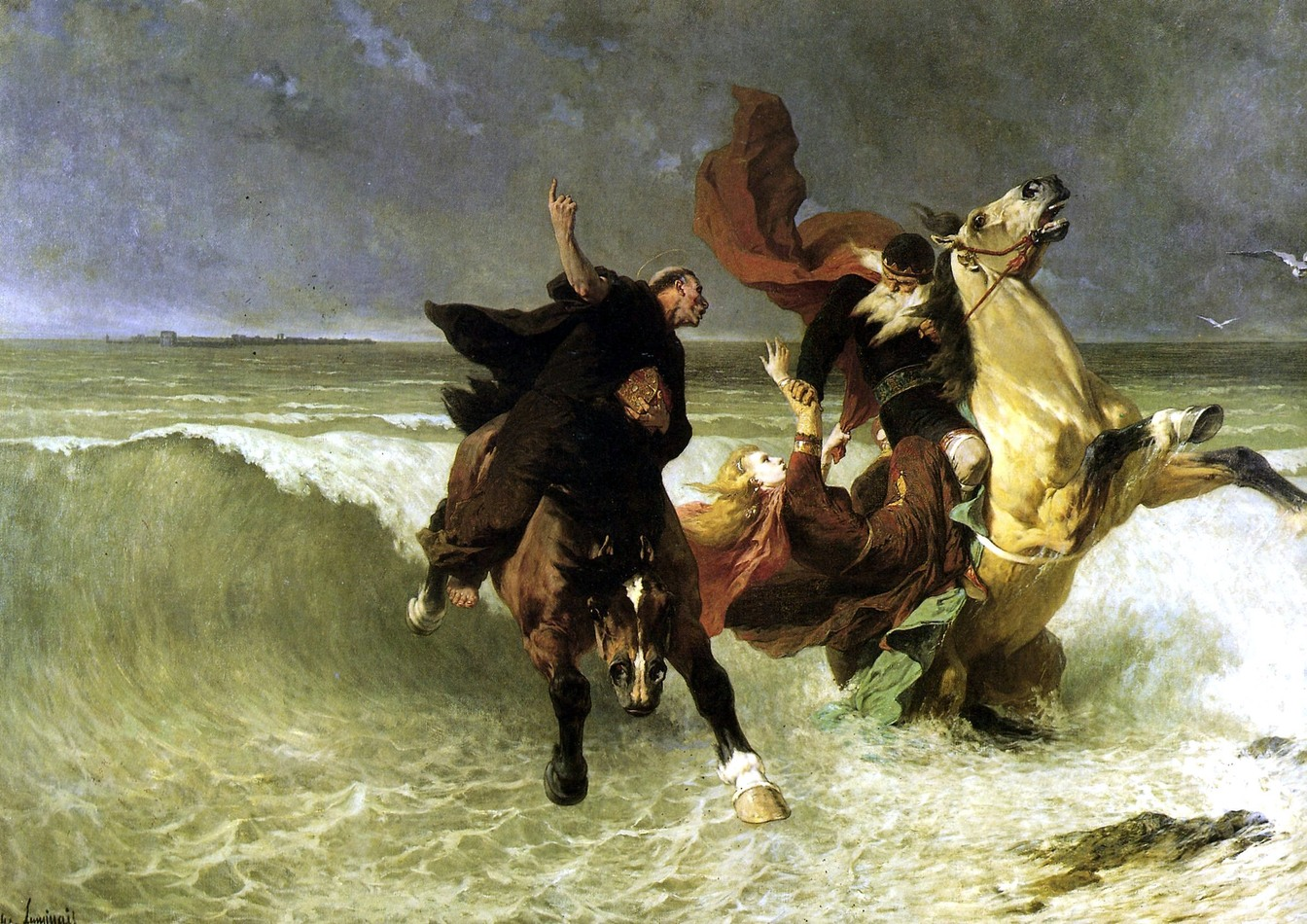
La fuite du roi Gradlon di E. V. Luminais, 1884 (Musée des Beaux-Arts, Quimper)

Ys (pronunciato anche Is o Ker-Ys in bretone) è un'isola mitica edificata nella baia di Douarnenez in Bretagna da Gradlon, re di Cornovaglia.

## Leggenda
L'isola governata da Gradlon si trovava sotto il livello del mare: proprio per questo motivo attorno all'isola era stato costruito un sistema di dighe che proteggevano la città dai mari dell'oceano.
Il re, invaghitosi di Malgven, descritta come una fata, ebbe da lei una splendida figlia, di nome Dahut. Il padre, come gesto d'amore nei confronti della figlia, le diede le chiavi che permettevano di aprire le dighe della città. La leggenda vuole che un giovane straniero giunto all'isola, innamorato di Dahut, venne in possesso delle chiavi delle dighe, e siccome in lui si nascondeva il Demonio, aprì le dighe della città permettendo all'Oceano di sommergere l'isola, e quindi, distruggerla; re Gradlon riuscì a salvarsi raggiungendo la costa e portando con sé Dahut, ma durante il tragitto Dio gli disse di gettare in mare la figlia perché posseduta dal Demonio. Così fece. La leggenda narra che proprio Dahut, per adattarsi alle acque dell'oceano, si trasformò in una sirena, che con il suo dolce e ossessivo canto, riesce ad incantare i marinai.

## Sviluppo
la storia di Ys sembra essersi sviluppata tra la fine del XV secolo e il XVII secolo. Una prima menzione di Ys appare nelle Cronicques et ystoires des Bretons (1480) di Pierre Le Baud in cui Gradlon è il re dei città, ma Dahut non è menzionata. Anche La histoire de Bretagne di Bernard d'Argentre e i testi sulla vita di San Vinvaleo, nel XVI secolo, forniscono i primi riferimenti alla città.
La Vie des Saincts de la Bretagne Armorique di Albert Le Grand, pubblicata nel 1680, contiene tutti gli elementi di base della storia successiva, inclusa la prima menzione conosciuta di Dahut.
All'inizio degli anni 1890, il saggio di Édouard Schuré Les Grandes légendes de France introdusse il personaggio di Malgven, una maga che era la moglie di Gradlon e la madre di Dahut. Malgven apparve in molte rivisitazioni successive, tra cui La Légende de la ville d'Ys d'après les anciens textes di Charles Guyot (1926). Guyot chiamò Morvarc'h il cavallo di Gradlon e aggiunse che il cavallo era un dono di Malgven.

## Musica
- Édouard Lalo musicò in una sua opera dal titolo Le roi d'Ys la leggenda di quest'isola.
- Claude Debussy scrisse La Cathédrale engloutie ("La cattedrale Inghiottita") ispirata dalla leggenda di Ys. Il brano fa parte del "Premier livre" dei Préludes, composti da fra il dicembre 1909 e il febbraio 1910.
- Alan Stivell: Ys per arpa Celtica con corde in metallo (Bardica) 1971 dal Disco La Reinassaince de la Harpe Celtique.
- Vincenzo Zitello ha registrato in varie occasioni e su svariati cd il brano Ys del maestro Alan Stivell reinterpretandolo.
- La band progressive partenopea, Il balletto di bronzo ha inciso un album dedicato al mito dell'isola di Ys.
- Il cantautore Andrea Arnaldi nell'album Il settimo sigillo ha cantato un brano intitolato La leggenda della città di Ys
- L'accademia di danza irlandese Gens d'Ys prende il nome da quest'isola e ad essa ha dedicato il musical La leggenda di Ys.